# Società Sportiva Lazio Nuoto 1904
Questa voce raccoglie le informazioni riguardanti la Società Sportiva Lazio Nuoto nelle competizioni della stagione 1904.

## Rosa
| N. |                   | Ruolo | Calciatore   |
| -- | ----------------- | ----- | ------------ |
|    | Italia (bandiera) |       | Pizzingrilli |
|    | Italia (bandiera) |       | Bastianini   |
|    | Italia (bandiera) |       | Canestrelli  |
|    | Italia (bandiera) |       | Carlini      |
|    | Italia (bandiera) |       | De Romanis   |
|    | Italia (bandiera) |       | Romeo Tofini |
|    | Italia (bandiera) |       | Balestrieri  |
|    | Italia (bandiera) |       | Tito Masini  |
|    | Italia (bandiera) |       | Pistfrank    |
|    | Italia (bandiera) |       | Ancherani    |

| N. |                   | Ruolo | Calciatore     |
| -- | ----------------- | ----- | -------------- |
|    | Italia (bandiera) |       | Triangolo      |
|    | Italia (bandiera) |       | Ricci          |
|    | Italia (bandiera) |       | Remo Forlivesi |
|    | Italia (bandiera) |       | Forlivesi      |
|    | Italia (bandiera) |       | Mazzoni        |
|    | Italia (bandiera) |       | Bergamini      |
|    | Italia (bandiera) |       | Gustavo Frioni |
|    | Italia (bandiera) |       | Galvagni       |
|    | Italia (bandiera) |       | Guerciolini    |

## Risultati

### Amichevoli
| Tivoli 21 agosto 1904 | Lazio Nuoto "Bianchi" | 1 – 3 | Lazio Nuoto "Neri" | Acque Albule |

| Tivoli 21 agosto 1904 | Lazio Nuoto "Bianchi" | 3 – 2 | Lazio Nuoto "Neri" | Acque Albule |